# Bronisław Wildstein
Bronisław Wildstein (născut la 11 iunie 1952, la Olsztyn, Polonia) este un scriitor, publicist și jurnalist polonez, unul dintre fondatorii Solidarnoèć.
În 1977, a fondat Comitetul Studențesc de Solidaritate(SKS), prima structură publică de opoziție de la Cracovia. KOR și SKS au pregătit înființarea Solidarnoèć și a organizației sale de studenți, NZS.
A fost de mai multe ori arestat și interogat de poliția politică a regimului comunist din Polonia. În timpul legii marțiale, în exil, a fost redactor-șef al revistei Kontakt și corespondent al Europei Libere. În prezent redactor-șef al postului TV Republika.
1. ↑  „Bronisław Wildstein”, Gemeinsame Normdatei, accesat în 27 aprilie 2014
2. 1 2   https://katalog.bip.ipn.gov.pl/informacje/105541, accesat în 1 martie 2024 Lipsește sau este vid: |title= (ajutor)
3. ↑  „Bronisław Wildstein”, Gemeinsame Normdatei, accesat în 13 decembrie 2014
4. ↑  Autoritatea BnF, accesat în 10 octombrie 2015
5. ↑   https://www.bn.org.pl/nagrody/nagroda-im.-koscielskich/laureaci Lipsește sau este vid: |title= (ajutor)